# Shunbun no hi
Au Japon, l'équinoxe du printemps est une fête officielle, le Shunbun no hi (春分の日, litt. « jour de l'équinoxe vernal »). C'est un jour férié dans l'heure normale du Japon, l'équinoxe du printemps se produisant à différentes dates dans les différentes fuseaux horaires de l'hémisphère nord. En raison de la nature du jour férié autour des changements astronomiques, la date du jour férié peut changer d'année en année, généralement entre le 19 mars et le 22 mars). La date du congé n’est officiellement déclarée qu’en février de l’année précédente, en raison de la nécessité des mesures astronomiques.
Le jour de l'équinoxe de printemps est devenu un jour férié en 1948. Avant cela, la date de 春季 (Shun-ki, Vernal) était un évènement lié au shintoïsme. Les fêtes 皇霊祭 (Kōreisai), 春季 (Shun-ki, Vernal) et 秋季 (Shū-ki, Automnal) Kōreisai, ont été laïcisées dans le but de séparer la religion et l'État dans la constitution d'après-guerre du Japon. 

## Célébrations
Shunbun no Hi est la fête célébrant l'équinoxe de printemps. Cela fait partie d'une période de sept jours de festival appelée Haru no Higan. Il s’agit de l’un des deux points de l’année, l’autre se situant à l’automne, où les heures de jour et de nuit sont de même longueur et qui est le changement officiel des saisons.
Dans les temps anciens, la fête s'appelait à l'origine Higan no Nakaba, ce qui signifie « au milieu de la semaine équinoxiale». La fête était à l'origine une occasion de visiter les tombes de leurs proches et de rendre hommage aux ancêtres. Les Japonais prenaient également le temps de renouveler leur vie en nettoyant leur maison et en changeant leur quotidien, par exemple en démarrant ou en terminant leurs études ou en adoptant un nouveau passe-temps.
Aujourd'hui, Shunbun no Hi est un jour férié et la majorité des Japonais auront un jour de congé.